# Іван Чуркович
Іван Чуркович (серб. Ivan Ćurković, нар. 15 березня 1944, Мостар) — югославський футболіст, що грав на позиції воротаря, зокрема, за клуби «Партизан» та «Сент-Етьєн», а також національну збірну СФРЮ.
Згодом — сербський футбольний функціонер і тренер.

## Клубна кар'єра

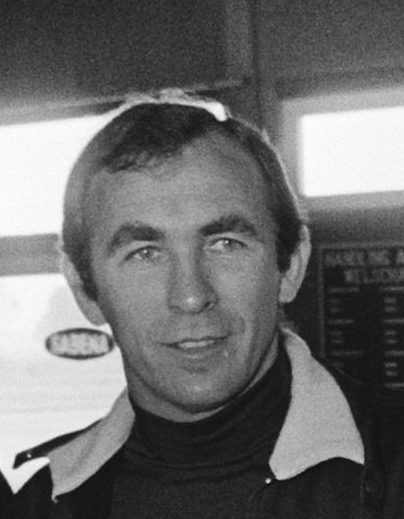
Чуркович у 1979 році.

У дорослому футболі дебютував 1960 року виступами за команду клубу «Вележ», в якій провів чотири сезони, взявши участь у 87 матчах чемпіонату. 
Своєю грою за цю команду привернув увагу представників тренерського штабу клубу «Партизан», до складу якого приєднався 1964 року. Відіграв за белградську команду наступні вісім сезонів своєї ігрової кар'єри. Більшість часу, проведеного у складі «Партизана», був основним голкіпером команди.
1972 року неочікувано перебрався до Франції, ставши гравцем «Сент-Етьєна». Саме з югославським воротарем тісно пов'язані успіхи сент-етьєнської команди протягом 1970-х років. Чуркович захищав ворота французького клубу до завершення кар'єри у 1981, здобувши за цей період чотири титули чемпіона Франції і три національні кубки. 1976 року впевнена гра голкіпера дозволила французам дійти до фіналу тогорічного Кубка європейських чемпіонів, в якому вони пропустили лише один м'яч, чого, утім, було достатньо аби перемогу святкував їх суперник, мюнхенська «Баварія». Високий рівень гри Чирковича протягом того сезону був визнаний Міжнародним олімпійським комітетом, який поставив юголсава на третє місце у списку найкращих футболістів року в Європі (після нідерландця Роба Ренсенбрінка і німця Франца Беккенбауера).

## Виступи за збірну
1963 року дебютував в офіційних матчах у складі національної збірної СФРЮ. Протягом кар'єри у національній команді, яка тривала 8 років, провів у її формі 19 матчів. Перебравшись до Франції, до збірної соціалістичної Югославії більше не викликався.

## Подальша кар'єра
Протягом 1989—2006 років був президентом клубу «Партизан».
2001 року разом з Деяном Савичевичем і Вуядином Бошковим був співтренером національної збірної Югославії.
Наприкінці 2009 року був призначений віце-президентом Футбольного союзу Сербії.

## Титули і досягнення
- Переможець Середземноморських ігор: 1971
- Чемпіон Франції (4):

«Сент-Етьєн»: 1973-1974, 1974-1975, 1975-1976, 1980-1981
- Володар Кубка Франції (3):

«Сент-Етьєн»: 1973-1974, 1974-1975, 1976-1977